# Лозовик, Николай Иванович
Николай Иванович Лозовик (18 января 1951, Невиняны, Вилейский район, Минская область — 5 ноября 2016, Минск) — белорусский политический деятель, депутат Верховного совета 13-го созыва (1995—1996), а впоследствии — Палаты представителей Народного собрания Республики Беларусь первого созыва (1996—2000), секретарь Центральной комиссии Республики Беларусь по выборам и проведению республиканских референдумов (2000—2016). Заслуженный юрист Республики Беларусь (2016). Кандидат экономических наук.

## Биография
В 1972 году окончил Белорусский институт механизации сельского хозяйства. Работал на инженерных и руководящих должностях промышленных предприятий, комсомольской и партийной работе в Рогачеве и Гомеле. В 1993 году окончил Белорусский государственный университет. В 2003 году окончил аспирантуру Академии управления при президенте Республики Беларусь.
Был членом Партия коммунистов Белорусской, от которой и был избран в 1995 году в состав Верховного совета. В 1996 году в ходе политического кризиса в стране был в числе тех депутатов, которые поставили подпись за импичмент президента Александра Лукашенко, но Лозовик потом отозвал её. После упразднения в ходе конституционной реформы Верховного совета в 1996 году стал депутатом Палаты представителей Национального собрания, занимал должность заместителя председателя Постоянной комиссии Палаты представителей национального собрания Республики Беларусь по государственному строительству, местному самоуправлению и регламенту).
В 2000 году был назначен секретарём Центральной комиссии по выборам и проведению республиканских референдумов в Республике Беларусь.
17 октября 2016 года был освобождён от должности секретаря Центральной комиссии по выборам по состоянию здоровья.

## Санкции
С 2006 года, после проведения президентских выборов в Белоруссии, которые Европейским союзом были признаны недемократическими, был в списке белорусских государственных деятелей и чиновников, на которых ЕС были наложены санкции («Чёрный список ЕС»). Санкции неоднократно продлевались до 2016 года.
Также Лозовик находился в санкционном списке специально обозначенных граждан и заблокированных лиц США.